# The Ocean Hop
The Ocean Hop är en amerikansk animerad kortfilm från 1927 med Kalle Kanin i huvudrollen.

## Handling
Kalle Kanin deltar i en flygtävling med ett flygplan som snabbt går sönder, och mot slutet av tävlingen får han åka på en tax som flyger i luften med hjälp av ballonger. Samtidigt försöker Kalles rival fuska sig till segern.

## Om filmen
Den 24 april 1932 släpptes filmen i en ljudlagd version.
Filmen finns utgiven på DVD.